# Jim Bolger
Jim Bolger, de son nom complet James Brendan Bolger, né le 31 mai 1935 à Taranaki (Nouvelle-Zélande), est un  homme d'État néo-zélandais, qui a exercé les fonctions de Premier ministre, du 2 novembre 1990 au 8 décembre 1997.

## Biographie

### Vie personnelle
Jim Bolger est marié depuis 1963 avec Joan Riddell, dont il a eu neuf enfants.

### Carrière politique jusqu'en 1990
Jim Bolger s'engage en politique en 1972, en se présentant aux élections générales, sous les couleurs du Parti national de Nouvelle-Zélande (en anglais : New Zealand National Party), dans la circonscription de King Country (rebaptisée « Taranaki-King Country » en 1996). Il remporte l'élection et y sera réélu sans discontinuer jusqu'à sa retraite de la vie politique en 1998.
En 1975, il entre au gouvernement, dans le cabinet de Robert Muldoon, où il occupe successivement les fonctions de ministre des Pêches et de ministre de l'Agriculture.
Il présente sa candidature à la direction du parti une première fois en 1984, sans succès. Mais le 26 mars 1986, il est cette fois élu leader de sa formation, son prédécesseur Jim McLay s'étant rendu impopulaire dans les rangs du parti et une majorité de ses députés ayant signé une lettre réclamant sa démission.
En tant que leader du Parti national, il ne parvient pas à remporter les élections générales de 1987, mais remporte une large victoire lors des élections suivantes, en 1990. Il est nommé Premier ministre le 2 novembre.

### Premier ministre
Le gouvernement de Jim Bolger s'inscrit dans une certaine continuité, poursuivant les réformes économiques et sociales entreprises par le précédent gouvernement travailliste. Sa ministre des Finances, Ruth Richardson, met ainsi en œuvre de sévères réductions des dépenses publiques, notamment dans les domaines de la santé et des affaires sociales. Les indemnités pour les personnes au chômage ou malades, ainsi que les allocations familiales, sont sensiblement diminuées. Des services jusqu'alors gratuits dans les hôpitaux et les écoles sont devenus payants. Le marché du travail est davantage libéralisé, provoquant notamment une chute du taux de syndicalisation dans les années qui ont suivi l'adoption de la loi. Le gouvernement a également introduit la loi sur la construction de 1991, qui est généralement considérée comme le principal facteur de la crise du logement dans la décennie suivante. Les promesses de campagne sur la suppression de la surtaxe sur les retraites et des frais d'études supérieures sont abandonnées.
Contre l'avis des membres de son parti, Jim Bolger décide de promouvoir un changement de mode de scrutin pour les élections générales, jusqu'alors basé sur le système majoritaire à un tour hérité de la tradition électorale britannique, pour aller vers un système mixte, alliant le scrutin uninominal majoritaire à un tour avec une dose de représentation proportionnelle de liste. Cette réforme est votée lors d'un premier référendum, en 1992, puis confirmée en 1993 lors d'un second référendum se tenant en même temps que les élections générales.
Jim Bolger avait également proposé un retour au bicamérisme, abandonné depuis l'abolition du Conseil législatif – l'ancienne chambre haute du Parlement néo-zélandais – en 1951. La nouvelle chambre imaginée par Jim Bolger aurait porté le nom de Sénat. Cette réforme ne verra toutefois pas le jour.
En 1994, Jim Bolger crée la surprise, en proposant que la Nouvelle-Zélande, comme son voisin australien, rompe ses derniers liens avec la monarchie britannique, en devenant une république. À la différence du débat en Australie, où l'abolition de la monarchie restera longtemps tangente (et finira par échouer), le soutien populaire à la création d'une république en Nouvelle-Zélande ne sera jamais réel. Il en sera de même pour une proposition simultanée visant à supprimer le statut du Conseil privé de la Reine comme cour d'appel suprême du pays. Jim Bolger, dans ses efforts pour distendre les liens avec l'ancienne puissance coloniale, parvient tout de même à instituer un système de décorations indépendant du British honours system, et qui est dénommé New Zealand Honours System (« Système des honneurs de Nouvelle-Zélande »).
En 1996, les élections générales se déroulent pour la première fois avec le nouveau mode de scrutin mixte, et une certaine incertitude règne sur l'issue des tractations visant à la formation d'une coalition gouvernementale. En effet, à l'issue du vote, un nouveau parti, Nouvelle-Zélande d'abord (en anglais : New Zealand First) détient une position « charnière » au sein de la nouvelle chambre, dans laquelle aucun parti ne dispose à lui seul de la majorité absolue. Aussi bien Jim Bolger qu'Helen Clark, leader de l'opposition travailliste, « courtisent » alors Winston Peters, leader de Nouvelle-Zélande d'abord, pour former une coalition. Winston Peters avait été auparavant député sous les couleurs du Parti national, mais, en raison de son opposition aux réformes économiques de Jim Bolger (et du gouvernement travailliste avant lui), avait préféré quitter le parti pour fonder sa propre formation. Un accord de gouvernement est finalement trouvé entre le Parti national et Nouvelle-Zélande d'abord, et un gouvernement de coalition est formé, en décembre, dans lequel Winston Peters est nommé à un nouveau poste de ministre du Trésor, portefeuille détaché du ministère des Finances qui échoit à Bill Birch, membre du Parti national.
Jim Bolger est surnommé familièrement Spud (« Patate ») en raison de sa physionomie, mais aussi de son ascendance irlandaise et du fait que Jim Bolger, avant de s'engager en politique, était fermier et cultivait notamment de la pomme de terre. L'aviation néo-zélandaise (Royal New Zealand Air Force) ira jusqu'à surnommer les avions de service servant au Premier ministre Spud One (par décalque du Air Force One des présidents américains) ainsi que les agents assurant le service dans ces avions. Jim Bolger, qui n'aime guère ce surnom, semble toutefois en prendre son parti et, lors d'une conférence de presse, répond sans sourciller à un journaliste qui l'interpelle avec l'aide de ce surnom.

### La chute
Au fil des années, un certain malaise se fait jour dans les rangs du Parti national, pour partie en raison de l'usure du pouvoir, pour partie en raison d'un certain « immobilisme » dans les réformes, qui est reproché au Premier ministre. La ministre des Transports, Jenny Shipley, étoile montante du parti, profite d'un voyage de Jim Bolger en Écosse, où il doit donner une conférence, pour s'emparer des rênes du parti. Le Premier ministre, prenant acte de la désaffection du parti à son encontre, en tire les conséquences et démissionne. Jenny Shipley est alors nommée Premier ministre, le 8 décembre 1997. À titre de « lot de consolation », elle offre toutefois une place de secrétaire d'État dans son gouvernement au Premier ministre évincé.

### Retraité de la politique
Jim Bolger finit par démissionner du gouvernement et de son siège de député, en 1998, provoquant ainsi une élection partielle. Il est alors nommé ambassadeur de Nouvelle-Zélande aux Nations unies, où il restera en fonction jusqu'en 2001.
Après son retour en Nouvelle-Zélande, il est nommé à la tête de la poste néo-zélandaise (New Zealand Post) et de sa filiale bancaire, Kiwibank.
Le 1er juillet 2008 il est nommé président du conseil d'administration de KiwiRail, entreprise ferroviaire néo-zélandaise. Il restera en poste jusqu'au 1er juillet 2010.

## Décorations
Jim Bolger est titulaire de l'ordre de Nouvelle-Zélande (Order of New Zealand) depuis 1997.

## Résultats électoraux

### Chambre des représentants
| Élection             | Circonscription       | Parti | Parti    | Voix   | %    | Résultats |
| -------------------- | --------------------- | ----- | -------- | ------ | ---- | --------- |
| Législatives de 1972 | King Country          |       | National | 7 107  | 48,0 | Élu       |
| Législatives de 1975 | King Country          |       | National | 9 180  | 56,1 | Élu       |
| Législatives de 1978 | King Country          |       | National | 6 804  | 44,6 | Élu       |
| Législatives de 1981 | King Country          |       | National | 7 937  | 49,1 | Élu       |
| Législatives de 1984 | King Country          |       | National | 10 040 | 55,1 | Élu       |
| Législatives de 1987 | King Country          |       | National | 10 942 | 64,2 | Élu       |
| Législatives de 1990 | King Country          |       | National | 10 406 | 64,4 | Élu       |
| Législatives de 1993 | King Country          |       | National | 8 396  | 51,8 | Élu       |
| Législatives de 1996 | Taranaki-King Country |       | National | 14 934 | 54,0 | Élu       |

## Sources
- Dans sa version originelle, cet article reprenait tout ou partie de la matière contenue dans l'article Jim Bolger, sur la Wikipédia en anglais, dans sa version du 22 février 2006 à 18:59 (UTC) (voir l'historique de l'article de provenance).